# 무림피앤피
무림P&P(무림P&P(주), 무림P&P 주식회사, 한국어: 무림피앤피 주식회사, 영어: MOORIM P&P CO., LTD.)는 대한민국의 표백화학펄프 제조 기업이며 유가증권시장에 상장된 기업이다.

## 같이 보기
- 무림에스피